# Чанпуру
Чанпуру (яп. チャンプルー) — страва приготована шляхом смаження з перемішування з Окінави. Зазвичай складається з тофу у поєднанні з овочами, м'ясом, чи рибою. Консервоване м'ясо (спем), яйця, мояші і ґоя (гіркий гарбуз) є поширеними інгредієнтами. Зазвичай спем не використовується в решті Японії; але зустрічається в Окінаві в першу чергу завдяки історичному впливу ВМС США. Чанпуру окінавською означає "щось змішане" і іноді використовується для опису культури Окінави, адже вона може розглядатися як суміш власне окінавстких традицій, китайських, японських, традицій з південносхідної Азії та Північної Америки. Термін походить від малайського слова кампур, що означає "суміш".
Раніше цю місцеву страву, можна було знайти лише на Окінаві. Однак останніми роками через телевізійні шоу та підвищений інтерес до культури Окінави, чанпуру поширився в багатьох ресторанах решти територій Японії.

## Типи чанпуру
Ґоя чанпуру — це найвідоміший чанпуру. Він складається з ґоя (гіркого гарбузу), моркви, цибулі, яєць, м'яса, тофу тощо.
Тофу чанпуру — це тофу, обсмажений з овочами та спемом, беконом, тонко нарізаним свининою або консервованим тунцем. На відміну від тофу з материкової Японії, окінавський тофу твердий і не розпадається при смаженні.
Маміна чанпуру — це версія чанпуру, що містить мояші (паростки квасолі манг) або боби мунг.  
Фу чанпуру виготовляється з використанням пшеничної клейковини. Містить овочі та м'ясо.
Сомен чанпуру включає, дуже тонку локшину, сомен. Її обсмажують на олії із зеленою цибулею та м’ясом.

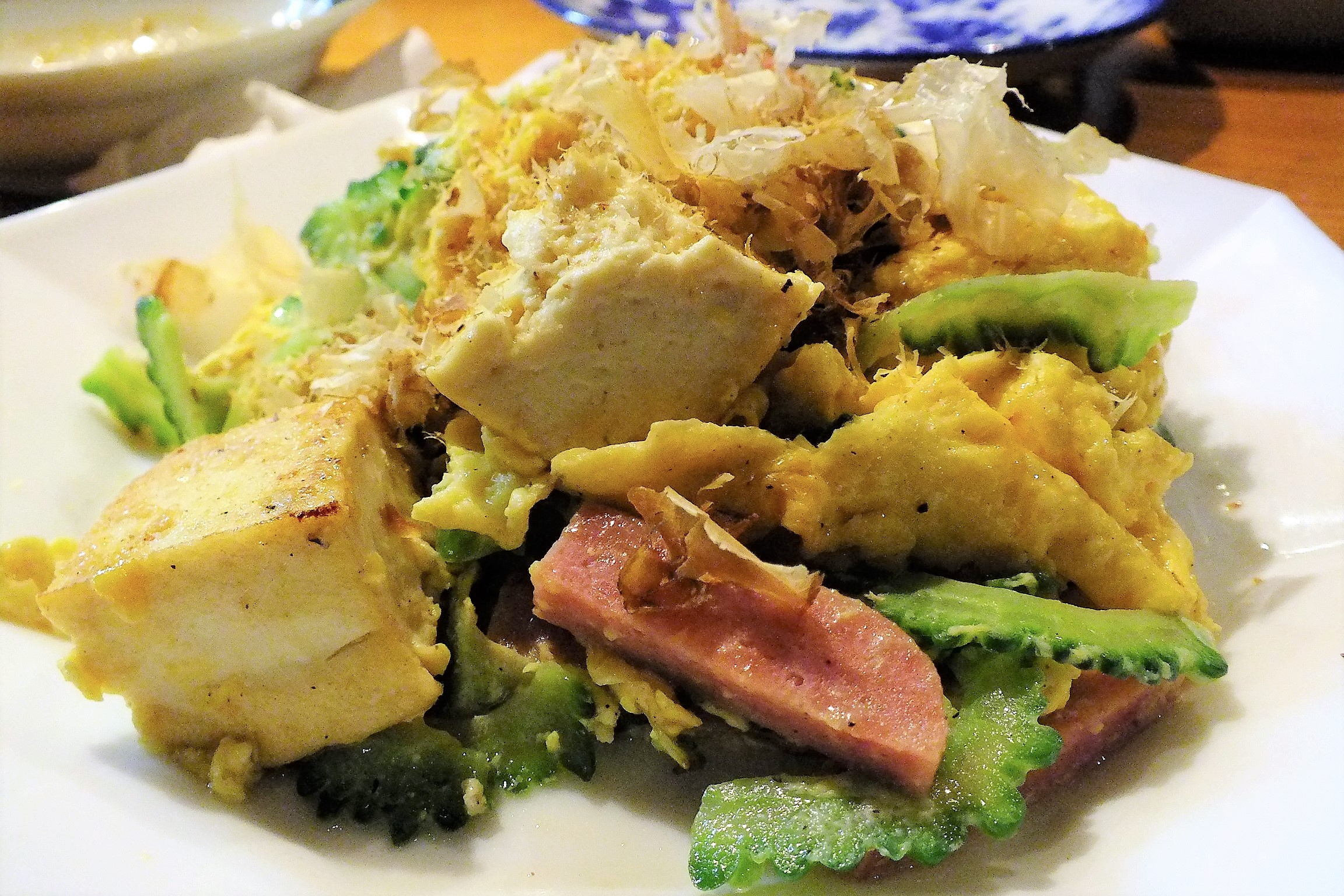
Ґоя чанпуру
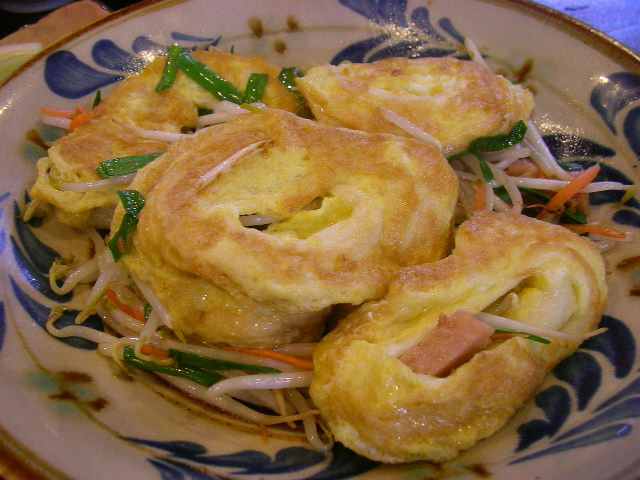
Фу чанпуру
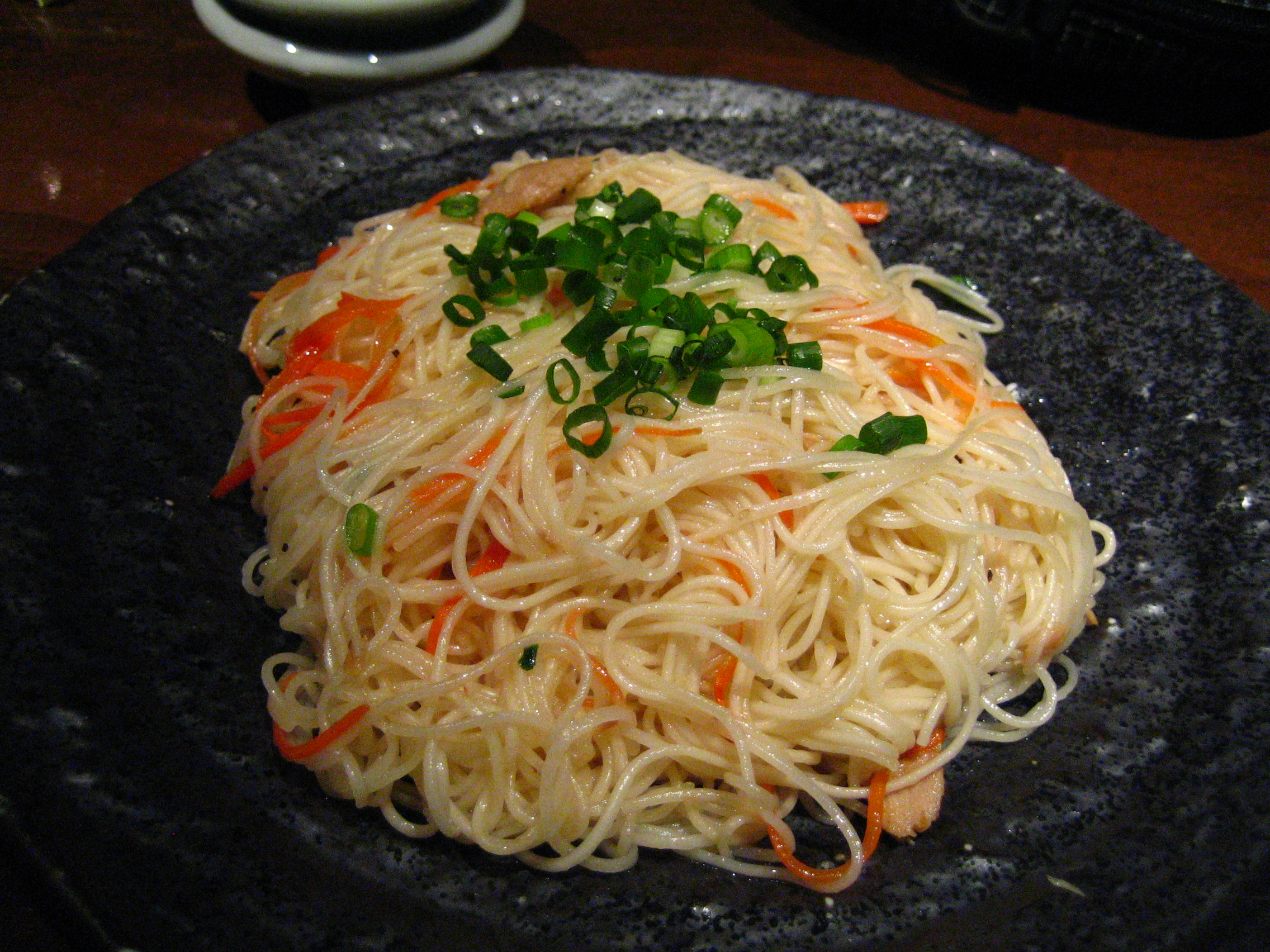
Сомен чанпуру